# Progressief tijdperk
Het Progressieve Tijdperk (Engels: Progressive Era, 1890-1920) was een periode in de Verenigde Staten die werd gekenmerkt door veelvuldige sociale en politieke hervormingsinspanningen. Hervormers uit deze periode, bekend als Progressieven, probeerden problemen aan te pakken die verband hielden met de snelle industrialisatie, verstedelijking, immigratie en politieke corruptie, maar ook met de concentratie van industrieel eigendom in monopolies. Hervormers maakten zich zorgen over sloppenwijken, armoede en arbeidsomstandigheden. 
Meerdere bewegingen streefden naar sociale, politieke en economische hervormingen door te pleiten voor veranderingen in bestuur, wetenschappelijke methodes en professionalisme, door het reguleren van het bedrijfsleven, door het beschermen van de natuurlijke omgeving, en door te proberen de stedelijke leef- en werkomstandigheden te verbeteren.
Corrupte en ondemocratische politieke systemen en politici waren een belangrijk doelwit van deze progressieve hervormers. Om de democratie nieuw leven in te blazen, voerden progressieven directe voorverkiezingen in, directe verkiezing van senatoren (in plaats van door staatswetgevers), initiatieven en referenda, en vrouwenkiesrecht, dat werd gepromoot om de veronderstelde morele invloed van vrouwen in de politiek te brengen. 
Voor veel progressieven was het verbod op alcoholische dranken de sleutel tot het elimineren van corruptie in de politiek en het verbeteren van de sociale omstandigheden.
Een ander doelwit waren monopolies of trusts. Progressieven probeerden deze te reguleren door middel van antitrustwetten. Het doel hiervan was eerlijke concurrentie te bevorderen. Progressieven pleitten ook voor nieuwe overheidsinstanties die zich zouden richten op de regulering van de industrie.
Een ander doel van progressieven was het aandragen van wetenschappelijke, medische en technische oplossingen om de overheid en het onderwijs te hervormen en verbeteringen te bekomen op verschillende gebieden, waaronder geneeskunde, financiën, verzekeringen, industrie, spoorwegen en kerken. Zij streefden ernaar de sociale wetenschappen te professionaliseren, met name de geschiedenis, de economie en de politieke wetenschappen, en de efficiëntie te verbeteren met wetenschappelijke bedrijfsvoering of Taylorisme.
Aanvankelijk opereerde de beweging vooral op lokaal niveau, maar later breidde ze zich uit naar staats- en nationaal niveau. Progressieve leiders kwamen vaak uit de ontwikkelde middenklasse, en verschillende progressieve hervormingspogingen kregen steun van advocaten, leraren, artsen, ministers, zakenmensen en de arbeidersklasse.